# Paul van Gorcum
Paul Hubertus Otto van Gorcum (Frankfurt am Main, 3 maart 1934) is een in Duitsland geboren Nederlands voormalig (stem)acteur en regisseur die voornamelijk bekend is door zijn rol als Baron Van Neemweggen in Bassie en Adriaan en de stem geeft aan Gargamel in De Smurfen. Zijn achternaam luidde oorspronkelijk De Heiden, maar werd later officieel gewijzigd in Van Gorcum.

## Biografie
Vanaf 1952 tot ongeveer 1990 was Paul van Gorcum theateracteur en hij speelde in allerlei toneelstukken, waarvan er vele klassieke toneelstukken zijn. In het theater speelde hij daarnaast ook veel in andere historiestukken en in wat meer komisch getinte voorstellingen. Paul van Gorcum staat al sinds zijn zesde levensjaar op de planken, toen hij Hans speelde in een voorstelling over Hans en Grietje. Later in zijn jeugd kreeg hij toneelles van onder meer de legendarische Ko van Dijk jr. en hij zou gedurende zijn gehele loopbaan veel met hem samen blijven werken. In 1951 debuteerde Paul officieel bij Het Haags toneel. Hij heeft een groot portfolio aan rollen in het theater vervuld. Zo speelde hij bij John Lanting in zijn Theater van de Lach. Hij vervulde ook talloze gastrollen, onder andere bij de Toneelgroep Noorder Compagnie in Drachten. Ook heeft Van Gorcum zijn medewerking verleend aan musicals van Jos Brink, zoals Madame Arthur en Max Havelaar.
Van Gorcum is vooral bekend door zijn verschillende rollen in meerdere televisieseries van Bassie en Adriaan. Zo speelt hij in De diamant de rol van diamantair en in De huilende professor de rol van Professor Chagrijn. Zijn bekendste rol is echter die van Baron Van Neemweggen. Deze rol speelde hij vanaf De verdwenen kroon tot en met  De reis vol verrassingen. Hij nam deze rol over van Aad van Toor, aangezien het spelen van een dubbelrol voor hem moeilijk te combineren was met het regisseren. In 2002 had Van Gorcum een kort gastoptreden in het programma Jensen in de rol van de Baron als eerbetoon aan Bassie en Adriaan die aangekondigd hadden te stoppen. Hiernaast speelde hij Sinterklaas in het hoorspel Sint Nicolaas op bezoek bij circus Bassie en Adriaan en de televisieserie Bassie en de reis van Zwarte Piet. Deze rol heeft hij ook in andere kinderproducties gespeeld zoals Sinterklaas Pakt Uit en Surprises voor Sinterklaas .
In films speelde hij ook, voorbeelden zijn Wat zien ik!?, Turks fruit en Een vlucht regenwulpen.
Van Gorcum heeft vooral later in zijn loopbaan veel stemmen ingesproken, zoals die van Zazoe in de Disneyfilm De Leeuwenkoning en Gargamel in De Smurfen.
In 1992 werd hij Ridder in de orde van Oranje Nassau.
Rond de feestdagen werkt hij als voordrachtskunstenaar, wanneer hij kerstverhalen en gedichten vertelt.
Vanaf 2015 verleent Van Gorcum zijn stem aan de Efteling-attractie Baron 1898. In de voorshow is hij te horen als baron Gustave Hooghmoed.
In 2016 werd er prostaatkanker bij hem geconstateerd.
Op 27 januari 2019 werd Van Gorcum door zanger Ronnie Tober in Pathé Tuschinski in Amsterdam gehuldigd tot de eerste Acteur des Vaderlands in het bijzijn van zijn echtgenote Lenie van Gorcum en choreograaf Barrie Stevens. 
Op Van Gorcums 86e verjaardag, op 3 maart 2020, werd er een steen met een handafdruk onthuld in Noordwijk aan Zee. Zijn verjaardag werd groots gevierd in Huis ter Duin.
In 2016 werd bekend dat Bas en Aad van Toor al jarenlang een conflict hebben met meerdere acteurs uit hun series over de betalingen, onder anderen met Van Gorcum. Op 25 november 2020 werd een uitspraak gedaan in de rechtszaak ten gunste van Van Gorcum en de andere acteurs. Echter ging het niet om de series waarin Van Gorcum te zien is als de Baron. Daarvan stelde de rechter vast dat Bas en Aad de financiële verplichtingen volgens de afspraken hadden voldaan. Wel stelde de rechter vast dat Van Gorcum voor zijn rol als diamantair in De Diamant en als professor in De Huilende Professor recht had op een vergoeding voor de verkochte dvd's.

## Naam
Zoals eerder in dit artikel vermeld, luidde zijn achternaam officieel De Heiden. Toen hij zijn theatercarrière begon, werd hem gemeld dat deze naam niet interessant genoeg zou zijn als toneelnaam en moest hij een nieuwe toneelnaam bedenken. Aangezien hij zijn eerste voorstelling in Gorinchem (Gorkum/Gorcum) had, besloot hij deze naam als toneelnaam te gebruiken. Later werd het zijn officiële achternaam.
Van Gorcum trouwde in 1960. Uit dit huwelijk heeft hij twee kinderen. Zijn vrouw overleed in oktober 2024.

## Filmografie

### Als acteur
- Lucifer (televisiefilm, 1966) – Belial
- Lucelle (televisiefilm, 1968) – Apotheker
- Floris (televisieserie, 1969; afl. 'De Byzantijnse beker: Het toernooi', afl. 'De Byzantijnse beker: De genezing') – Priester
- De kleine waarheid (televisieserie, 1970)
- Wat Zien Ik!? (film, 1971) – Ambtenaar burgerlijke stand
- Turks fruit (film, 1973) – Ambtenaar burgerlijke stand
- Rufus (film, 1975) – Pastoor
- Huid (televisiefilm, 1976) – Eigenaar
- De Marseillaanse Trilogie (1977) – Brun
- Hollands glorie (televisieserie, 1977) – Chauffeur Sikkes
- Bassie en Adriaan en de diamant (televisieserie, 1979-1980) – Diamantair
- Dagboek van een herdershond (televisieserie, 1978-1980) – Administrateur Palmen
- Hé...mag ik mijn echtgenote terug? (klucht, 1980) – Freek Ruisman
- De fabriek (televisieserie, 1981; enkel seizoen 2) – Vos
- Een vlucht regenwulpen (film, 1981) – Ouderling
- Ik ben Joep Meloen (film, 1981) – Pastoor
- De Poppenkraam (televisieserie, 1981-1985) – Politieagent
- Boem-Boem (televisiemusical, 1982) – Rol onbekend
- Er waren twee koningskinderen (televisieserie, 1982) – Meneer Breukhoven
- Bassie en Adriaan en de huilende professor (televisieserie, 1982) – Professor Archibald Chagrijn
- Dikke vrienden (toneel, 1983)
- Bollo, Bries en bondgenoten (televisieserie, 1983-1985) – Bries
- Willem van Oranje (televisieserie, 1984) – Juan de Vargas
- Drie is te veel (klucht, 1988) – Butler Emiel
- Bassie en Adriaan en de verdwenen kroon (televisieserie, 1988) – De Baron
- Bassie en Adriaan en de verzonken stad (televisieserie, 1989) – De Baron
- De dageraad (televisieserie, 1991) – Roelof Duymar-Twist
- Bassie en Adriaan en de geheimzinnige opdracht (televisieserie, 1992) – Baron van Neemweggen
- Bassie en Adriaan en de reis vol verrassingen (televisieserie, 1994) – Baron van Neemweggen
- Toen was geluk heel gewoon (televisieserie, 1996; afl. 37) – Bert Garthoff
- Kees & Co (televisieserie, 1997; afl. 1.01) – Rector
- Surprises voor Sinterklaas (televisieserie op Kindernet, 1999) – Sinterklaas
- Sinterklaas en het Gevaar in de Vallei (film, 2003) – Professor Zonderfeest
- Sinterklaas pakt uit (televisiefilm, 2004) – Sinterklaas
- Bassie en de reis van Zwarte Piet (televisieserie, 2005) – Sinterklaas

### Als stemacteur
- 101 Dalmatiërs (Disney-animatiefilm) – Jasper en Horace (1982 & 1995)
- De avonturen van Pinokkio (tekenfilmserie) – Slimme Vos, schoolmeester (1968-1969)
- Pippi Langkous (televisieserie en -films) – boef Blom, vader van Pippi: Kapitein Efraïm Langkous (1969-1971)
- De kleine waarheid (televisieserie) – Presentator (1970; afl. Deel 7)
- Trapito Aartsvader Uil/Kraai (1975)
- De Bereboot (poppenserie) – Brilbeer (1976-1978)
- De Astronautjes (poppenserie) – Losbol (1978-1979)
- De Fantastische Verhalen van Baron van Münchhausen (animatiefilm) – Baron van Münchhausen (1979)
- Scruffy (animatiefilm) – Catlin/Diverse stemmen (1980)
- De Smurfen (tekenfilmserie) – Gargamel, Moppersmurf, Muzieksmurf, Omnibus, Vader Tijd (1981-1990)
- Vrouwtje Theelepel (tekenfilmserie) – Bizzy de bij, Orina de kraai, Boris de kat, Klapkaak de wolf (1983-1984)
- De Freggels (poppenserie) – Reizende oom Roel en verteller (1983-1987)
- Seabert (tekenfilmserie) – Verscheidene stemmen (1984)
- Asterix bij de Britten – Julius Caesar en Panoramix (1986)
- De Speurneuzen (Disney-animatiefilm) – Basil Holmuis (1986)
- Winnie de Poeh (Disney-animatieserie) – Konijn (1986)
- Avonturen in Maple Town (tekenfilmserie) – Rol onbekend (1986-1987)
- Ovide en zijn vriendjes (tekenfilmserie) – Verscheidene stemmen (1987)
- DuckTales (tekenfilmserie) – Van Stoetenwolf en Admiraal Grimmig (1987-1990)
- TaleSpin (tekenfilmserie) – Shere Khan
- Beertje Sebastiaan: De geheime opdracht – Maestro (1991)
- Het Vliegende Schip (stopmotion animatie) – Tsaar Nikolaj (1991)
- Assepoester (Disney-animatiefilm) – De Hertog (1991)
- Albert de 5e Musketier (tekenfilmserie) – Kardinaal de Richelieu (1994)
- Mole's Christmas (animatiefilm) – Rol onbekend (1994)
- De Leeuwenkoning (Disney-animatiefilm) – Zazoe (1994)
- De wind in de wilgen (uit De Avonturen van Ichabod en meneer Pad) (Disney-animatiefilm) – Raadsman van de Kroon en Rechter (1995)
- The Lion King II: Simba's trots (Disney-animatiefilm) – Zazoe (1998)
- Een luizenleven (Disney-animatiefilm) – Manny / Manty (1998)
- 102 Echte Dalmatiërs (Disney-film) – Mr. Torte (2000)
- Simsala Grimm (tekenfilmserie) – Verschillende personages (2000-2001)
- Terug naar Nooitgedachtland (Disney-animatiefilm) – Kapitein Haak (2002)
- Harry Potter en de Geheime Kamer (computerspel) – Gladianus Smalhart (2002)
- 101 Dalmatiërs II: Het avontuur van Vlek in Londen – Jasper (2003)
- The Fairytaler (tekenfilmserie) – Verschillende personages (2003-2005)
- The Lion King III (Disney-animatiefilm) – Zazoe (2004)
- Asterix-animatiefilms – Panoramix, Caesar en diverse andere stemmen
- ZipZoo: coördinaat X – Voice-over (eind 2005)
- Lucky Luke (animatieserie) – Jolly Jumper (1986-2002)
- Lucky Luke: Op naar het westen (Xilam-animatiefilm) – Jolly Jumper (2007)
- De vogelaar van het Vliegenbos (2014) – Voice-over die gedicht opleest.
- Baron 1898 (2015) – Van Gorcum leent zijn stem aan de Efteling-attractie. In de wachtrij is hij te horen als Mijnbaron Gustave Hooghmoed.
- Rebellious – de Wachter (2025)

### Als regisseur
- Nederlandse stemmenregie van Ovide en zijn vriendjes
- Nederlandse stemmenregie van Calimero
- Nederlandse stemmenregie van Pico en het Geheim van de Gouden Tempel
- Nederlandse stemmenregie van Doornroosje
- Nederlandse stemmenregie van De Smurfen
- Nederlandse stemmenregie van De Snorkels
- Nederlandse stemmenregie van Maple Town
- Nederlandse stemmenregie van Roodkapje (1995)
- Nederlandse stemmenregie van aantal Asterix-tekenfilms